# Liên minh các Vương hầu

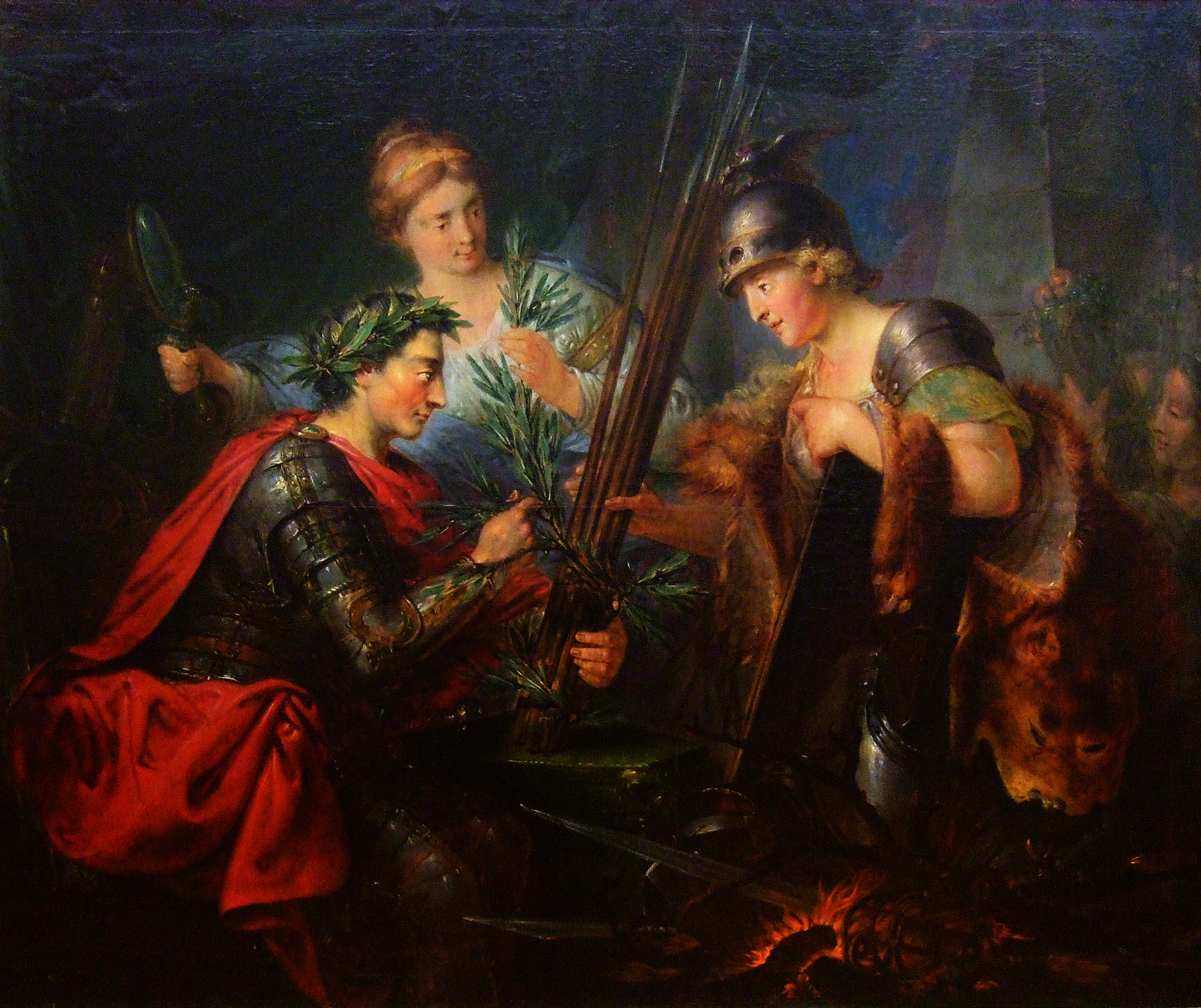
Phúng dụ Friedrich Đại đế với tư cách người sáng lập "Liên minh các Vương hầu". Tranh sơn dầu trên vải bạt của Bernhard Rode (1725 – 1797).

Liên minh các Vương hầu (tiếng Đức: Fürstenbund), hay chính xác hơn là Liên minh các Vương hầu người Đức, là một liên minh các tiểu quốc Đức được thành lập ở Đức vào năm 1785. Được thành lập ngày 21 tháng 7 năm 1785, khi ba nước Phổ, Sachsen và Hanover ký kết hiệp ước Liên minh Ba Tuyển hầu (Drei-Kurfürstenbund) ở Berlin, kinh đô của Phổ, xác nhận vai trò bảo hộ quyền tự do của Phổ đối với các vương hầu người Đức trong Đế quốc La Mã Thần thánh, chống lại âm mưu thôn tính xứ Bayern của vua Áo. Liên minh nhanh chóng được mở rộng thông qua sự gia nhập của 14 vương hầu khác nhỏ hơn, hình thành Liên minh các Vương hầu. Liên minh không chỉ bao gồm các thanh viên là các vương hầu theo Tin Lành, mà còn có sự ủng hộ của Tổng giám mục xứ Mainz, Thân vương giáo hội quan trọng nhất trong Đế chế La Mã Thần thánh.
Mặc dù chỉ tồn tại 5 năm ngắn ngủi, Liên minh các Vương hầu là bước tiến đầu tiên và quan trọng trong công cuộc thống nhất Đế chế Đức dưới sự lãnh đạo của Phổ trong tương lai sau đó.

## Khái lược

### Khởi nguồn: Áo - Phổ tranh hùng
Vốn Quốc vương nước Phổ đã nhận thấy rõ ràng rằng việc nước Áo thôn tính xứ Bayern sẽ đưa đến sự hùng mạnh hơn cả của Hoàng đế Áo trên đất Đức, và tiến hành thiết lập liên minh này sau khi Bá tước xứ Zweibrücken cầu cứu ông vì bị hai nước Nga và Áo đe dọa. Đây là một trong những thành tựu mang tầm quốc tế, thành tựu vĩ đại cuối cùng của vị vua kiệt xuất Friedrich II Đại Đế - được xem là "nhân vật số một của thế kỷ", ông đã toàn thắng trong việc thiết lập liên minh này với sự thất bại của liên minh Áo - Nga. Với liên minh này, nhà vua nước Phổ (vốn đã mang đại binh tinh nhuệ đi đánh và giành chiến thắng trước quân Áo của vua Joseph II trong cuộc Chiến tranh Kế vị Bayern vào các năm 1778 - 1779) một lần nữa giữ vững hiện trạng của Đế quốc La Mã Thần thánh qua việc làm phá sản các tham vọng của Triều đình Áo, và đạt được mục tiêu mà ông nhắm vào trong suốt đời: nước Phổ là một kình địch của Đế quốc Áo, và giành thắng lợi.
Nước Phổ - minh chủ của "Liên minh các Vương hầu" - vốn đã là một cường quốc trên thế giới sau chiến thắng trong cuộc Chiến tranh Kế vị Áo (1740 - 1748), chiến thắng trong cuộc Chiến tranh Bảy năm (1756 - 1763) và cuộc chia cắt Ba Lan (1772), và tiếp tục thể hiện vai trò này với thắng lợi của "Liên minh các Vương hầu". Cùng năm với thắng lợi của ông và "Liên minh các Vương hầu", minh chủ của Liên minh là vua Phổ Friedrich II Đại Đế - vị anh hùng dân tộc nước Phổ - đã già và dần yếu đi (73 tuổi), nhưng ông vẫn còn sống qua năm 1785, rồi qua đời vào năm sau (1786).

### Ngòi nổ:Chiến tranh Kế vị Bayern

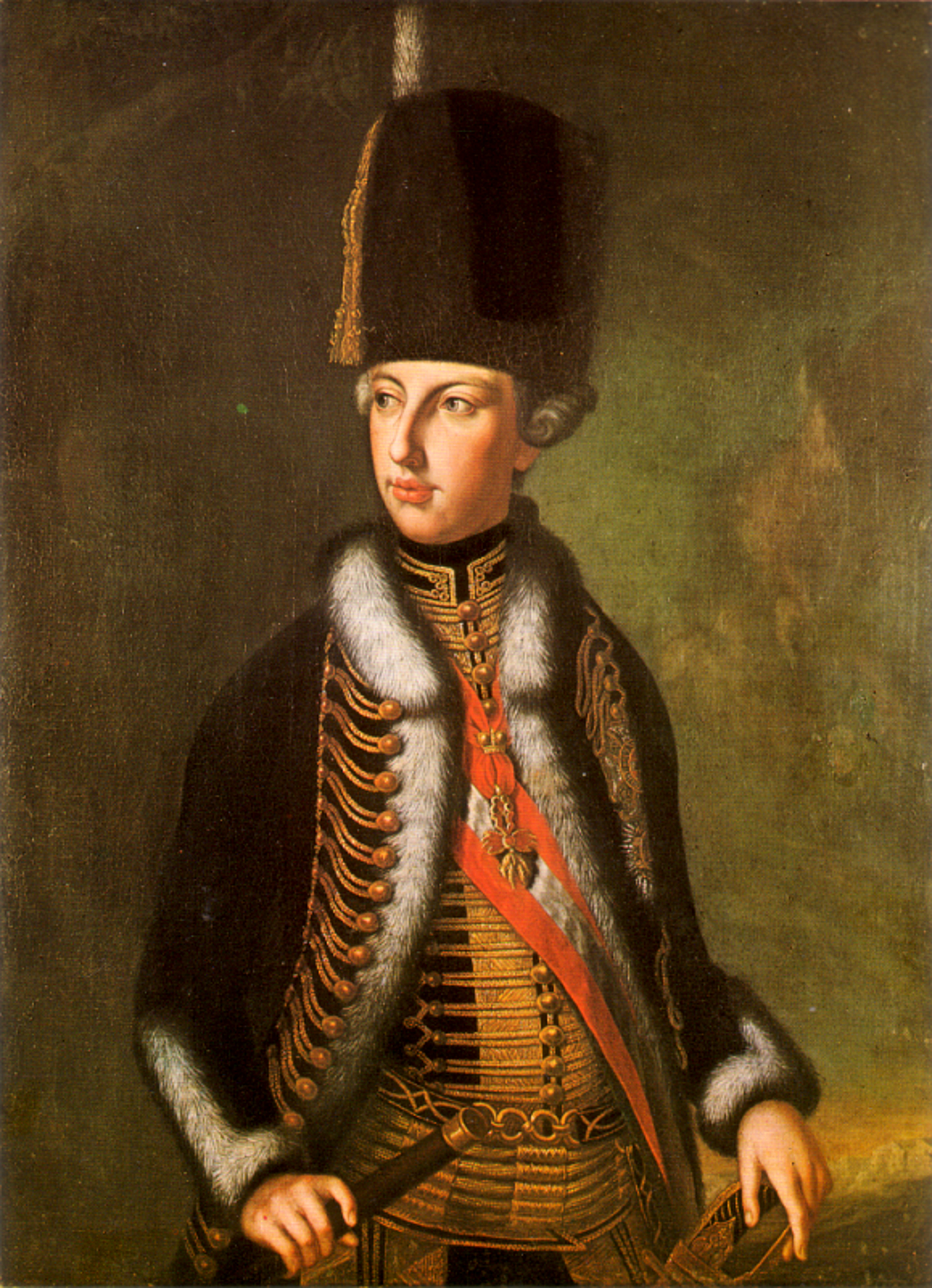
Hoàng đế Áo Joseph II liên tục thất bại vào các năm 1778 và 1785 do phải đối mặt với Quốc vương Friedrich II Đại Đế và lực lượng Quân đội Phổ hùng mạnh hơn hẳn. Sau đó, ông chuyển tầm nhìn sang Đế quốc Ottoman và gây chiến với họ.

Dưới triều đại huy hoàng của Quốc Vương Friedrich II Đại Đế, Vương quốc Phổ từ một nước chư hầu của các nước phong kiến phía Đông, trở thành một cường quốc phát triển lớn mạnh, chiếm được tỉnh Silesia của Áo. Nước Phổ liên minh với Nga vào năm 1764 - một liên minh lâu dài và lâu bền nhất trong lịch sử nền quân chủ Phổ, giúp Triều đình Phổ có thể chi phối những chính sách của Triều đình Nga về vấn đề xâm chiếm Ba Lan. Vào năm 1772, ba nước Phổ, Áo và Nga tiến hành cuộc chia cắt Ba Lan lần thứ nhất, đem lại lợi thế lớn lao cho nước Phổ. Nước Phổ trở nên một liệt cường đáng sợ, tranh giành quyền Bá chủ Đế chế Đức với nước Áo. Tuy nước Áo thất bại nặng nề, Hoàng Đế nước Áo là Joseph II lại có đầy tham vọng. Tuy rất ngưỡng mộ vua Friedrich II Đại Đế, khi tưởng rằng ông qua đời vì ông lâm vào một căn bệnh gút vào năm 1775, Hoàng Đế Joseph II dự định phái quân Áo đến biên giới nước Phổ để buộc vị tân vương Phổ phải trả lại tỉnh Silesia - một tỉnh giàu có từng bị Quốc Vương Friedrich II Đại Đế. Không may cho Hoàng Đế nước Áo, Quốc Vương nước Phổ khỏe lại, và dĩ nhiên là dự định chiếm lại tỉnh Silesia của quân Áo lập tức thất bại. Khi Tuyển hầu tước xứ Bayern là Maximilian III Joseph (1727 - 1777) qua đời vào ngày 30 tháng 12 năm 1777.
Sau đó, ngôi chúa xứ Bayern được truyền cho người một người họ hàng của ông ta - đó là Karl Theodor (1724 - 1799), Sứ quân Tuyển hầu tước vùng sông Rhine. Ông này cũng không có con cái, và vào ngày 3 tháng 1 năm 1778, ông ta đành phải từ bỏ hết mọi quyền thừa kế của mình, theo Thỏa thuận tại Viên. Thỏa thuận này bị phản đối bởi người kế thừa có cơ sở của lãnh địa Sứ quân Tuyển hầu tước vùng sông Rhine - Quận công xứ Deux-Ponts, và bởi cả Tuyển hầu tước xứ Sachsen - hậu duệ của vị Tuyển hầu tước quá cố của xứ Bayern. Họ bèn cầu cứu Triều đình vua Friedrich II Đại Đế. Vốn từ năm 1763, Quốc vương Friedrich II Đại Đế đã giành chiến thắng hoàn toàn trong cuộc Chiến tranh Bảy năm chống liên quân Áo - Nga - Pháp - Thụy Điển v.v... và qua đó, ông giữ vững được đất nước, Vương quốc Phổ trở thành một cường quốc hùng mạnh nhất vùng Trung Âu, là cường quốc quân sự đóng vai trò Bá chủ ở châu Âu: ông cùng Quân đội Phổ hùng mạnh đã đánh bại được tất cả các cường quốc trên lục địa châu Âu. Thanh thế của nước Phổ vươn lên trên toàn cõi châu Âu, và họ củng cố hoàn toàn vai trò liệt cường, với một trong những đội quân hùng mạnh nhất trên toàn cõi châu Âu. Sau đó, Quốc vương Friedrich II Đai Đế tái thiết quốc gia hùng cường.
Nghe lời cầu cứu của Quận công xứ Deux-Ponts và Tuyển hầu tước xứ Sachsen, ông thân chinh mang đại binh tinh nhuệ đi đánh Đế quốc Áo của nhà Habsburg do Nữ hoàng Maria Theresia (1714 - 1780) và con trai là vua Joseph II trị vì. Ông chỉ đánh Áo nhằm bảo vệ sự cân bằng qưyền lực, không phải vì những tham vọng lớn lao nào hết. Nước Áo một lần nữa là kẻ thất bại, Quốc vương nước Phổ phá vỡ ý tưởng sáp nhập xứ Bayern vào nước Áo, tiêu diệt Thỏa thuận Viên với Hiệp định Teschen vào ngày 13 tháng 5 năm 1779, sau cuộc Chiến tranh Kế vị Bayern ngắn ngủi. Đế quốc Nga và Vương quốc Pháp đóng vai trò trung gian trong Hiệp định Teschen. Như vậy là Quốc vương Friedrich II Đại Đế đã trở thành một nhà chính trị lão luyện của châu Âu, bảo vệ trật tự đất Đức và châu Âu trước những tham vọng của kình địch của ông - Hoàng đế Áo Joseph II. Bước vào thập niên 1780, Quốc vương Friedrich II Đại Đế nước Phổ và Nữ hoàng Ekaterina II Đại Đế nước Nga trở thành hai nhân vật duy nhất có tầm vóc anh hùng trên chính trường châu Âu. Lúc này, ông đã trải qua những năm tháng danh tiếng, huy hoàng quân sự, và đã mất luôn cả kẻ cựu thù Maria Theresia.

## Diễn biến và ý nghĩa của Liên minh
Nhưng vài năm sau, để cung cố uy quyền của nền quân chủ chuyên chế Áo, vị Hoàng đế đầy tham vọng Joseph II (1741 - 1790) - kẻ thất bại trong cuộc Chiến tranh Kế vị Bayern - lại nghĩ đến chuyện thôn tính xứ Bayern. Trong lúc này, cả vua cha Franz I lẫn Nữ hoàng Maria Theresia đã qua đời và do đó ông ta nắm giữ Hoàng quyền chuyên chế. Ông ta xây dựng một chế độ quân chủ chuyên chế, noi gương vua Friedrich II Đại Đế. Vốn sau thắng lợi cuộc Chiến tranh Bảy năm, vua Friedrich II Đại Đế đã hứa rằng ông sẽ tôn Joseph II làm Hoàng đế. Với tham vọng hung dữ của mình, ông ta mong muốn đưa nước Áo trở lại thành Bá chủ của đất Đức như trước Hòa ước Westfalen (1648). Thông qua các hoạt động ngoại giao rộn rịp, ông đã thiết lập liên minh với Pháp và Nga, cô lập nhà vua nước Phổ. Trong lần này, Nữ hoàng Nga Ekaterina II (1729 - 1796) còn đề nghị trao đổi vùng Hà Lan thuộc Áo cho Tuyển hầu tước xứ Bayern. Tuyển hầu tước Karl Theodor sẽ nhận được vùng Hà Lan thuộc Áo (ngoại trừ Luxemburg và Namur), không những thế, ông sẽ làm Vua của Burgundy. Sứ thần Áo là Von Lehrbach đã buộc vị Tuyển hầu tước này phải tuân lệnh, còn người kế thừa hợp pháp của ngôi chúa vùng sông Rhine cũng bị sứ thần Nga là Bá tước Romanzoff buộc phải làm theo. Ban đầu Nga và Áo thành công, và cả hai vị lãnh chúa được mua chuộc bằng một khoản tiền gồm 3.000 florin Áo. Bá tước xứ Zweibrücken được biết rằng, Tuyển hầu tước Karl Theodor không còn ý kiến ý cọt gì, và việc trao đổi lãnh thổ nhất định sẽ xảy ra. Tuy nhiên, Bá tước xứ Zweibrücken đã phản đối, thế là ông cầu cứu vua Friedrich II Đại Đế.
Vua Áo vốn thực chất là quan thầy của các tiểu quốc người Đức, và họ không thể chống lại được nếu không có vua Phổ làm quan thầy. Về phía Phổ, họ vốn đã mất nhiều đồng minh trong suốt những cuộc chiến tranh Silesia, và sau khi Ngoại trưởng Nga là Nikita Ivanovich Panin bị mất chức thì liên minh Nga - Phổ cũng sụp đổ (1780). Bị các cường quốc cô lập, ông hết sức lo buồn, thường than rằng việc thống trị nước Phổ đã trở thành một nỗi lo đối với tấm thân 70 tuổi của mình. Ông nhận thấy một khi nước Áo được lợi thế, cường quốc Công giáo này sẽ phát triển thịnh vượng ở phương Nam, lại còn thù địch với đến nước Phổ. Ông kịch liệt phản đối dự định của triều đình Nga hoàng, thể hiện qua lá thư mà Bá tước xứ Zweibrücken gửi cho Nữ hoàng Nga Ekaterina II Đại Đế. Nữ hoàng Nga bèn thông báo rằng, bà ta chỉ nghĩ cả hai bên đều có quyền chao đổi lãnh thổ, nếu hai bên đã đồng ý. Vua nước Pháp là Louis XVI - ông vua đã đứng ra trung gian trong Hiệp định Teschen và sẽ không tán thành với dự án chiếm đóng xứ Bayern - đã làm cho vua Friedrich II Đại Đế trở nên cam đoan rằng Hoàng đế Joseph II đã xóa bỏ dự định của mình do Bá tước xứ Zweibrücken có phản đối, triều đình Áo vẫn không chịu tiến hành hòa giải. Thế là nhà vua nước Phổ liền ra tay, ông trở nên năng nổ và thể hiện sự vĩ đại của ông trong tình hình khó khăn. Sự phản đối tham gia dự định chiếm đóng xứ Bayern của Pháp cũng là một sự kiện mở đường cho ông tiến hành thắng lợi cuối cùng của mình, góp phần phá sản kế hoạch chiếm đóng Bayern, và ông vốn đã tìm kiếm đồng minh mới để chống Áo ngay từ khi Nga liên minh với Áo. Thực chất, chính nhờ một lực lượng Quân đội tinh nhuệ mà vua Phổ vẫn giữ vững được uy thế của đất nước sau khi liên minh Nga - Phổ tan rã. Nhưng lần này, ông không phải đi chinh chiến thêm một lần nữa, thay vì đó ông đưa Triều đình Phổ trở thành một minh chủ của các Vương hầu người Đức chống lại những âm mưu bành tráng của Hoàng đế Joseph II. Ông gửi thư cho Thủ tướng Chính phủ Phổ khi đó là Bá tước Karl-Wilhelm Finck von Finckenstein, nói về việc thiết lập một liên minh:
| “                     | ...để bảo vệ những đặc quyền và lợi ích của các Tiểu vương người Đức, bất kỳ một tôn giáo nào. | ” |
| — Friedrich II Đại Đế |                                                                                                |   |

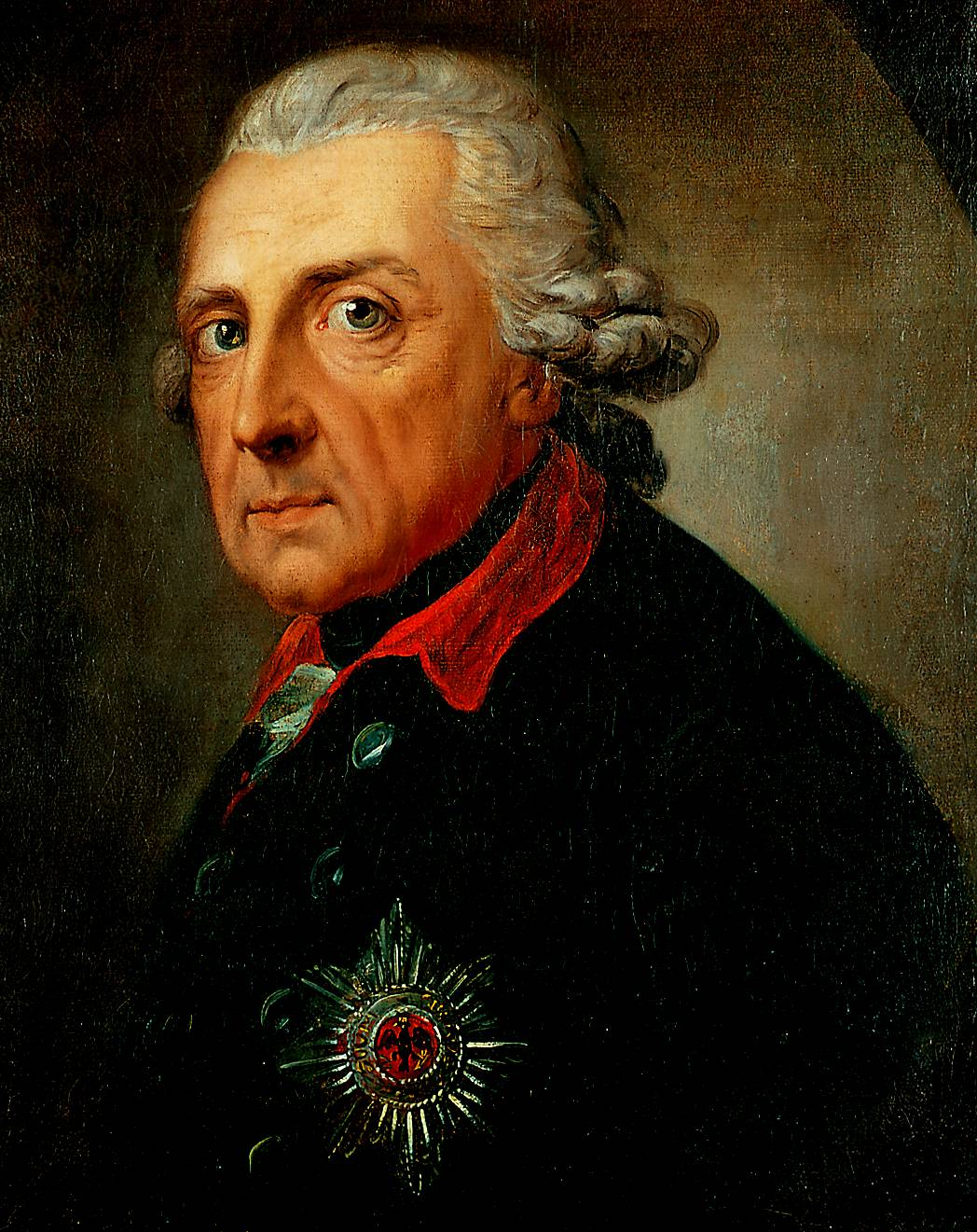
Quốc vương Phổ Friedrich II Đại Đế năm ông 68 tuổi. Ông đánh chiếm tỉnh Silesia và đánh thắng một liên quân chống Phổ đông đảo (Áo, Nga, Pháp, v.v...) trong cuộc Chiến tranh Bảy năm, giữ vững tỉnh Silesia và đưa nước Phổ lên hàng liệt cường.

Lúc này ông đã 73 tuổi, nhưng ông khỏe lên kể từ sau cuộc Chiến tranh Kế vị Bayern (1778 - 1779). Vào năm 1785, ông thành lập "Liên minh các Vương hầu" (tên tiếng Đức: Fürstenbund), bao gồm Vương quốc Phổ (quốc gia hùng mạnh nhất trên đất Đức), Lãnh địa Tuyển hầu tước Sachsen, Lãnh địa Tuyển hầu tước Hanover và một số nước khác sau này (Saxe-Weimar, Saxe-Gotha), tổng cộng là mười lăm nước, với minh chủ chính là nhà vua Friedrich II Đại Đế. Vua Phổ hiểu rằng, ông phải thật công bằng mới có thể liên minh được với họ, và ông đã thắng lợi khi liên minh được với những tiểu quốc hùng mạnh. Với một liên minh giữa những vua chúa hùng cường trên đất Đức, ông vua thiên tài Phổ đã có một liên minh vững chắc chống Áo. Đây là một Liên minh độc đáo, và cũng giống như những Liên minh đã được thiết lập để các thành viên cùng nhau trong lịch sử. Các thành viên cùng chịu trách nhiệm chung với nhau để đối đầu với đế quốc Áo, tuân thủ theo Hòa ước Westfalen năm xưa. Chỉ trong vài tháng, đã nhiều nước tham gia liên minh (trong số đó có Bá tước xứ Zweibrücken), thế là Quốc vương nước Phổ đã toàn thắng. Không những thế, qua những điều ước bí mật, họ ra đặt những biện pháp chống lại ý đồ thôn tính xứ Bayern của Áo: nếu cần thiết, họ sẽ dùng đến Quân đội để dẹp tan mưu đồ này. Liên minh đã chiến thắng huy hoàng qua việc thu nhập được cả vị Tuyển hầu tước - Tổng giám mục xứ Mainz - một nhân vật đóng vai trò rất quan trọng trên đất Đức. Đây là thành tựu quan trọng của một nhân vật có công lớn trong lịch sử Phổ - Nam tước Heinrich Friedrich Karl vom und zum Stein, khi đó ông mới 27 tuổi và nhà vua Friedrich II Đại Đế đã giao phó cho ông trọng trách ngoại giao. "Liên minh các Vương hầu" không phải là một quốc gia Liên bang, mà là một Liên minh giữa các quốc gia nhằm chống lại tham vọng dữ dằn của Hoàng đế Joseph II. Theo Norwood Young trong cuốn tiểu sử vua Friedrich II Đại Đế vốn mang nội dung bỉ bác ông, Liên minh này không mang lại ý nghĩa gì trong thời gian đó, nhưng được đời sau ghi nhớ tới. Tuy nhiên, theo nhà sử học Thomas Carlyle trong bộ truyện về vua Friedrich II Đại Đế (Carlyle vốn là một người có am hiểu thấu đáo hơn về ý nghĩa của "Liên minh các Vương hầu"), Liên minh này là một ý tưởng độc đáo.
| “                  | Chỉ vì lòng yêu Tổ quốc, chỉ vì nghĩa vụ của một công dân tốt mà Trẫm mới làm việc này dù rằng Trẫm đã già. | ” |
| — Friedrich Đại Đế | |   |

Nhà vua nước Phổ viết như vậy. Với "Liên minh các Vương hầu" này, ông đã thực hiện được những gì ông mơ ước từ thời bé, mà thành công này còn huy hoàng hơn cả việc thực hiện ước mơ của một vị vua khai quốc. Ông không còn là vị vua trị vì dưới cái bóng của Hoàng đế La Mã Thần thánh như trong hai cuộc chiến tranh Silesia (1740 - 1745) nữa (hồi đó ông liên minh với Hoàng đế Karl VII); mà giờ đây, với tư cách là vị quan thầy của dân tộc Đức, ông vinh hiển xưng hùng xưng bá với cả thế giới. Một lần nữa, Hoàng đế Joseph II lại không thực hiện được tham vọng bá chủ của mình. Cả Áo lẫn Nga đều phải hoàn toàn từ bỏ ý định của họ. Điều này còn là dấu hiệu báo trước về một nước Đức thống nhất và dự báo ngày tàn của Đế quốc La Mã Thần thánh do Áo đứng đầu.
Ngay từ khi Liên minh mới được thành lập, nhiều lãnh chúa ở Đức đã tin rằng sự thống nhất sẽ đến với họ. Việc nước Áo phải phá sản âm mưu chiếm đóng xứ Bayern đã làm cho các cường quốc láng giềng - vốn luôn lợi dụng sự yếu kém của dân tộc Đức để nhảy vô xâm lược - đều hết sức lo sợ. Do đó, Nga và Pháp phản đối, vì Nga muốn giành lấy lợi nhuận qua việc liên minh với Áo, nên dĩ nhiên họ không thể chấp nhận việc Liên minh này làm cho đồng minh của họ bị yếu đi. Tuy nhiên, mọi nước phản đối đều không làm được trò trống gì đối với "Liên minh các Vương hầu". Được xem là người chiến binh xuất sắc nhất thời ấy, Quận công xứ Brunswick-Wolfenbüttel là Charles William Ferdinand trở thành Tổng tư lệnh của Quân đội "Liên minh các Vương hầu".
Các thành viên gia nhập liền sau đó bao gồm Hessen-Kassel và Zweibrücken, Braunschweig-Wolfenbüttel, Sachsen-Gotha và Sachsen-Weimar, Mecklenburg, Baden và Brandenburg-Ansbach. "Liên minh các Vương hầu" không những đánh một đòn đau vào danh tiếng của vị Hoàng đế tài năng Joseph II, mà cũng là hành động công khai, cống hiến cuối cùng của nhà vua nước Phổ đối với nền chính trị châu Âu và cả thế giới, đỉnh cao của những chiến thắng mà ông đạt được trong suốt cuộc đời ông, là một chiến thắng lừng lẫy đưa Vương quốc Phổ thoát khỏi sự đe dọa nguy hiểm nhất trong lúc đó. Là minh chủ của "Liên minh các Vương hầu", đây là lần đầu tiên nước Phổ hòng thống nhất các vua chư hầu người Đức thành một Đế chế Đức do Quốc vương nước Phổ thống trị. Qua việc thành lập liên minh này, vị minh chủ "Liên minh các Vương hầu" đã công khai cố gắng thống trị nước Đức, một lần nữa thể hiện địa vị liệt cường của nước Phổ, và đẩy lùi ảnh hưởng của Đế quốc Nga và nước Pháp ra khỏi Đế chế Đức. "Liên minh các Vương hầu" còn ảnh hưởng lớn đến việc sáng tác "Huyền thoại Friedrich" của phong trào dân tộc chủ nghĩa Đức - một huyền thoại có nội dung khác hẳn với sự thật về những chính sách của ông.
Phá bỏ tham vọng của nước Áo, "Liên minh các Vương hầu" đã mở đường cho Đế chế Đức thống nhất 85 năm sau đó, và cũng mở đường cho sự thành lập một nhà nước Cộng hòa Đại Đức sau này. Một năm sau thắng lợi, thiên tài quân sự - minh quân độc đoán - "Nhà ẩn dật trong Khu vườn Sanssouci" Friedrich II Đại Đế ngã bệnh qua đời vào năm 1786 sau một thời gian làm việc siêng năng, để lại một nước Phổ hùng mạnh, sánh vai với Áo trong việc thống trị vùng Trung Âu. Trong suốt đời, ông luôn thể hiện là "một thiên tài đích thực xuất sắc nhất đã lên kế vị ngai vàng vào thời kỳ cận đại" - theo nhận định của nhà sử học người Anh là John Dalberg-Acton, Nam tước Acton thứ nhất (Huân tước Acton). Nước Phổ giờ đây đứng ngang hàng với mọi liệt cường Âu châu, chứ không còn là liệt cường yếu nhất châu lục này như hồi ông mới lên chính vị hiệu. Thành công của "Liên minh các Vương hầu", tức Furstenbund chống lại dự định của Áo và Nga, là thắng lợi cuối cùng của ông (1785). Do xứ Hanover do vua Anh thống trị vào lúc ấy, việc xứ này tham gia "Liên minh các Vương hầu" cho thấy một sự kiện quan trọng: trước khi nước Phổ thắng trận trong bảy năm chinh chiến, Anh Quốc xé bỏ liên minh với nước Phổ vào năm 1762 giữa lúc cuộc Chiến tranh Bảy năm vẫn còn khốc liệt, dẫn đến sự giận dữ của vua Friedrich II Đại Đế. Giờ đây, nước Phổ đã hòa giải với Anh Quốc, điều này làm tổn hại nghiêm trọng đến quyền lợi của Pháp, dù nước này không tham gia dự định chiếm đóng xứ Bayern: cụ thể hơn, trước khi Liên minh ra đời, sự quan tâm của vua Pháp vào vấn đề Bayern chỉ phục thuộc vào vua Phổ. Việc ông thiết lập "Liên minh các Vương hầu", cũng với một loạt sự kiện khác ở Trung Âu và Đông Âu vào các thập niên 1770 - 1780, đã cho thấy nước Pháp ngày càng trở nên bất lực. Phong trào Cách mạng Pháp nổ ra vào năm 1789, và vua Louis XVI bị xử tử, chấm dứt chế độ quân chủ của Vương triều Bourbon.
| “                | Liên minh các Vương hầu của vua Friedrich để mang lại liên minh cho Triều đình Phổ, khi họ không thể tìm được liên minh ở bất kỳ nơi nào khác tại châu Âu - một tình trạng sẽ còn lặp đi lặp lại trong lịch sử nước Đức sau này. Liên minh được thiết lập để duy trì thể trạng vốn có của đất Đức, và làm cho uy thế của Đế quốc La Mã Thần thánh đang gia tăng thì bị thụt lùi. Vào năm 1790, Triều đình Phổ thay đổi chính sách, làm cho Liên minh vô nghĩa. Nhưng ngay cả nếu Liên minh có tồn tại được thêm vài năm nữa cũng sẽ không làm cho nước Đức được trung hưng. Nó không hề nổi bật trong lịch sử phát triển của dân tộc Đức; và ngay cả đối với lịch sử nước Phổ, việc thành lập Liên minh cũng đáng để được thể hiện là biểu hiện của nước Phổ ttrong vị thế chính trị nhất thời không thuận lợi, không phải để biểu thị sức mạnh chính trị. Tuy nhiên, Liên minh đã giành được một thắng lợi chiến thuật lớn lao vì đã làm cho Hoàng đế La Mã Thần thánh phải xóa bỏ những kế hoạch của ông ta. Và nó biểu dương sự sáng suốt chính trị vô bờ vô bến của vị anh hùng của chúng ta - mà giúp ông bày ra những mưu mẹo mới và gây bất ngờ, giúp ông thoát khỏi tình thế khó khăn. | ” |
| — Gerhard Ritter | |   |

Nhà sử học quân sự người Anh là Christopher Duffy (thế kỷ XX), trong tác phẩm "Frederick the Great: A Military Life" được đánh giá rất cao, cho rằng "Liên minh các Vương hầu" của ông không phải là tiền thân của một nước Đức thống nhất, ông làm liên minh trở nên có hiệu lực thông qua việc Pháp không tham gia dự định chiếm đóng xứ Bayern và hoàn toàn mang lại quyền lợi cho Vương quốc Phổ; nhưng "Liên minh các Vương hầu" khẳng định rằng, trong những ngày cuối đời của ông, ông trầm mình trong ánh hoàng hôn rực rỡ của cuộc đời của một vị anh hùng dân tộc Đại Đức. Nhà sử học vĩ đại người Đức là Gerhard Ritter (cũng thế kỷ XX), trong tuyệt tác "Frederick the Great: a historical profile" được đánh giá rất cao của ông (và cũng được nhà sử học quân sự người Mỹ là Peter Paret ca ngợi và dịch sang tiếng Anh), đã ghi nhận rằng việc thiết lập "Liên minh các Vương hầu" (1785) có mang lại một ý nghĩa nổi bật: vị vua vĩ đại Friedrich II Đại Đế của nước Phổ - một kẻ hủy diệt hùng cường của Đế quốc La Mã Thần thánh - đảm nhận vai trò là vị quan thầy hùng mạnh của những truyền thống dân tộc Đức trong những ngày cuối đời của ông. Cũng theo Gerhard Ritter, việc tái xây dựng một Đế chế Đức do người Phổ thống trị sẽ là mục tiêu đáng khát khao của nước Đức mãi về sau này. Nhưng trên thực chất thì khác: chỉ có nỗi lo sợ đối với người Áo đã đưa các Vương hầu người Đức về với cánh đại bàng Phổ - họ tham gia liên minh vì chủ nghĩa phân lập chứ không phải là vì chủ nghĩa dân tộc. Và, Gerhard Ritter cũng cho rằng nước Phổ cũng chỉ thành lập Liên minh để thực hiện được những mục tiêu riêng của họ.
Đương thời với việc thiết lập Liên minh, tuy các cường quốc láng giềng như Nga, Pháp đều lo lắng và sợ sệt, thì triều đình Torino - vốn ngưỡng mộ vị vua Phổ vĩ đại - coi Liên minh này là vị "Thần hộ mệnh của các quốc gia Ý" (lúc bấy giờ nước Ý hãy còn chưa hợp nhất thành một quốc gia). Theo nhà sử học người Anh là Đại tá Charles Booth Brackenbury trong tác phẩm "Frederick the Great" được đánh giá rất cao của ông, nếu liên minh này được thiết lập vài năm trước đó, Triều đại vua Phổ sẽ chiếm ngôi Hoàng đế Đức của Áo trong đúng thế kỷ XVIII.
Theo nhà sử học vĩ đại người Đức là Heinrich von Sybel, trong công trình nghiên cứu "The founding of the German empire by William I.: Based chiefly upon Prussian state documents", thì vua Friedrich II Đại Đế không có chủ ý muốn lập ra một quốc gia mới thông qua việc thiết lập "Liên minh các Vương hầu" này, nhưng rõ ràng, Liên minh đã làm cho cơ cấu Đế quốc La Mã Thần thánh suy vong, mang lại lợi thế cho nước Phổ. Còn tác giả Friedrich Kohlrausch trong tác phẩm A history of Germany: from the earliest period to the present time, thì cho hay, thất bại này đã dạy cho Hoàng gia Áo về trách nhiệm của họ đối với các quốc gia châu Âu lúc ấy, họ phải lo mà bảo vệ nguyên trạng của họ, chống lại tinh thần chinh phạt, v.v... nếu không họ nhất định sẽ suy yếu. Nhưng do vị vua anh hùng này mất vào năm sau (1786) nên Liên minh cũng không làm gì được thêm.

## "Liên minh các Vương hầu" trong thi ca

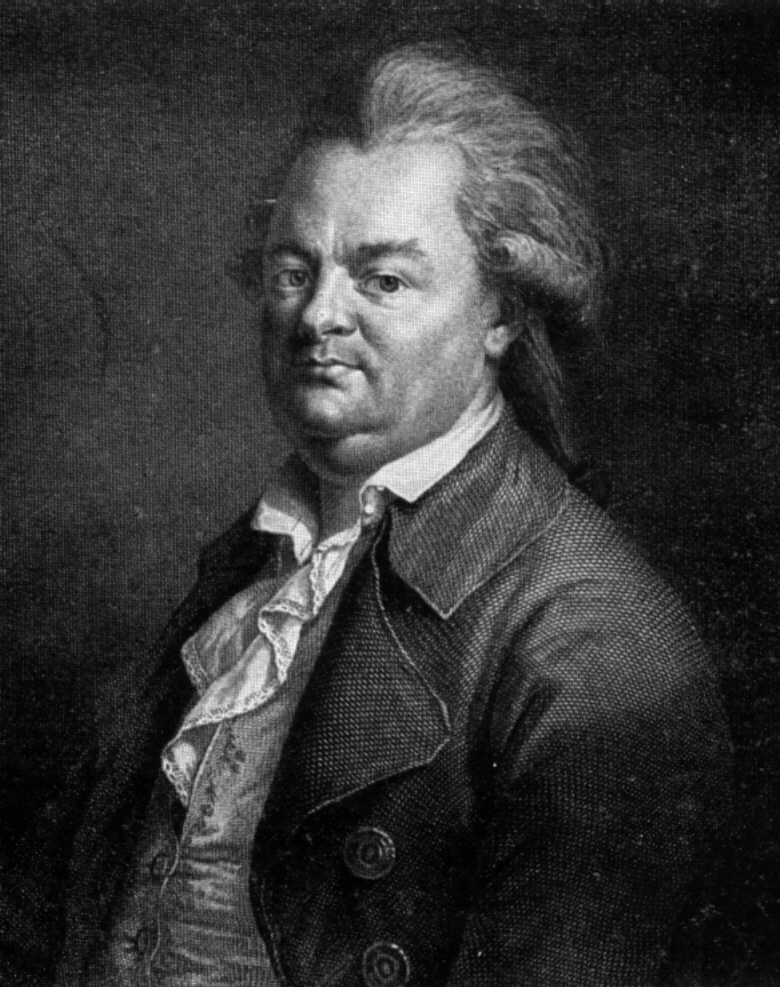
Nhà thơ C. F. D. Schubart

Việc thiết lập "Liên minh các Vương hầu" đã ảnh hưởng không nhỏ tới đại thi hào Johann Wolfgang von Goethe (1749 - 1832) khi ông ở xứ Saxe-Weimar, và chính ông cũng từng gọi vua Friedrich II Đại Đế là "một ngôi sao Bắc Đẩu... mà cả dân tộc Đức, cả châu Âu, thậm chí cả thế giới đang hướng về". Nhà thơ người Đức là Christian Friedrich Daniel Schubart (1739 - 1791) vốn luôn ngưỡng mộ ông, vì ông đã đánh tan tác một liên quân hùng mạnh vào những năm tháng chiến tranh, phá vỡ thế bá chủ của nước Pháp ở châu Âu, cùng nhiều công trạng đối nội. Khi Quốc vương nước Phổ thiết lập "Liên minh các Vương hầu" (1785), nhà thơ Schubart có viết:
| “                                     | Các Vương hầu người Teuton lên đường Đến kinh thành kiên cố của Quốc vương Friedrich Trong thành, vị vua xuất chúng hơn người Đang nằm ngẫm nghĩ trên chiếc dường sắt Họ cầu cứu Ngài, tôn vinh Ngài là Vị vua bảo vệ quyền lợi cũ của họ, và kêu: "Friedrich Hermann, xin Người làm minh chủ chúng con!" Ngài liền nghe theo, và sáng lập Liên minh của người Đức | ” |
| — Christian Friedrich Daniel Schubart | |   |

(Lưu ý: Trong các bài thơ ca tụng Quốc vương Friedrich II Đại Đế, nhà thơ Christian Friedrich Daniel Schubart thường ví von ông với những người anh hùng của dân tộc Teuton như Hermann hay Wotan. Bài thơ trên được tạm dịch từ bản tiếng Anh trong sách The Culture of Power and the Power of Culture: Old Regime Europe 1660-1789, trang 231.)
Từ lâu vùng Bắc Đức không được bảo vệ, mà nay Quốc vương Friedrich II Đại Đế đã bảo vệ thành công vang dội qua một loạt công trạng hiển hách của ông. Với một sự nghiệp lẫy lừng, ông đã trở thành một vị anh hùng của toàn dân Đức, thu hút các nhà văn, họa sĩ. Vào năm 1857, một họa sĩ người Đức nổi tiếng là Adolf Menzel có vẽ tranh về cuộc gặp gỡ giữa ông và vua Joseph II (hai vị vua này từng gặp gỡ nhau trước cuộc Chiến tranh Kế vị Bayern và Liên minh các Vương hầu).